# Megapodius bernsteinii
Il megapodio delle Sula, maleo di Sula o megapodio di Bernstein (Megapodius bernsteinii Schlegel, 1866) è un uccello galliforme della famiglia Megapodiidae.

## Descrizione
Questo megapodio misura 30–35 cm.

## Distribuzione e habitat
L'areale di Megapodius bernsteinii è ristretto alle isole Banggai e Sula (Indonesia).

## Conservazione
La IUCN Red List classifica Megapodius bernsteinii come specie vulnerabile.